# Semachide
Semachide (in greco antico: Σημαχίδαι?, Sēmachídai) era un demo dell'Attica situato secondo Filocoro nell'Epacria, zona montuosa a nord dell'Attica: la sua vera posizione è incerta, ma si può ipotizzare fosse vicino all'attuale centro di Vredou.